# Campeonato Goiano Segunda Divisão 2022
In 2022 werd het 51ste Campeonato Goiano Segunda Divisão gespeeld voor clubs uit de Braziliaanse staat Goiás. De competitie werd georganiseerd door de FGF en werd gespeeld van 6 augustus tot 20 oktober. Inhumas werd kampioen. 

## Eindstand
| Plaats | Club      | Wed. | W | G | V | Saldo | Ptn. |
| ------ | --------- | ---- | - | - | - | ----- | ---- |
| 1.     | Inhumas   | 14   | 8 | 3 | 3 | 17:7  | 27   |
| 2.     | Goiânia   | 14   | 8 | 1 | 5 | 14:11 | 25   |
| 3.     | Anapolina | 14   | 6 | 6 | 2 | 16:10 | 24   |
| 4.     | Aparecida | 14   | 5 | 4 | 5 | 16:20 | 19   |
| 5.     | ASEEV     | 14   | 5 | 2 | 7 | 23:21 | 17   |
| 6.     | Jaraguá   | 14   | 4 | 4 | 6 | 10:12 | 16   |
| 7.     | Itumbiara | 14   | 4 | 4 | 6 | 17:22 | 16   |
| 8.     | Cerrado   | 14   | 2 | 4 | 8 | 9:19  | 10   |

|  | Promotie naar Campeonato Goiano 2023 |
|  | Degradatie                           |

### Kampioen
| Campeonato Goiano de 2022 - Segunda Divisão |
| Goias                                       |
| ------------------------------------------- |
| INHUMAS Kampioen (1° titel)                 |